# Svartörad kattfågel
Svartörad kattfågel (Ailuroedus melanotis) är en fågel i familjen lövsalsfåglar inom ordningen tättingar.

## Utbredning och systematik
Svartörad kattfågel delas in i åtta underarter med följande utbredning:
- A. m. melanocephalus – bergstrakter på sydöstra Nya Guinea
- A. m. astigmaticus – nordöstra Nya Guinea (bergstrakter på Huonhalvön)
- A. m. jobiensis – nordcentrala Nya Guinea (norrsluttningen av bergskedjorna Western, Border och Eastern samt kustnära bergskedjor från Fojabergen österut till Adelbertbergen)
- A. m. misoliensis – ön Misool i Raja Ampat-öarna utanför västra Nya Guinea
- A. m. arfakianus – västra Nya Guinea (Arfakbergen på Vogelkophalvön)
- A. m. facialis – västra Nya Guinea (Nassau- och Jayawijayabergen)
- A. m. melanotis – södra Nya Guinea samt Aruöarna
- A. m. joanae – nordöstra Queensland (McIlwraith Range)

Den har tidvis delats upp i flera arter, men samlas återigen som en enda art i AviLists upplaga från 2025.

## Status
IUCN kategoriserar den som livskraftig.

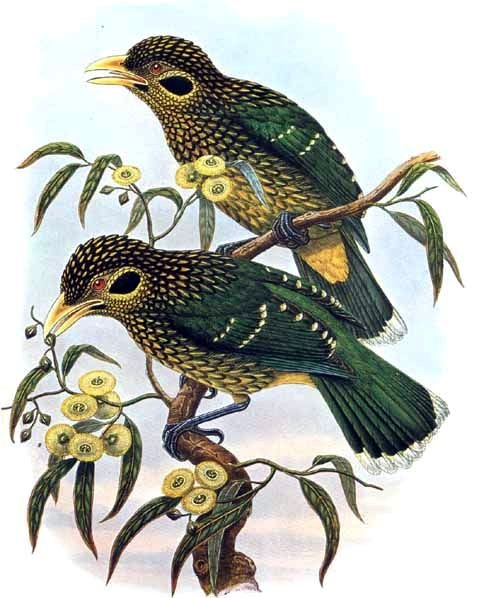